# 齋藤茂樹
齋藤 茂樹（さいとう しげき、1961年 - ）は、日本の実業家。エス・アイ・ピー株式会社代表取締役社長、日本ベンチャーキャピタリスト協会理事、日本MITエンタープライズ・フォーラム理事、デジタルハリウッド大学大学院教授。

## 来歴・人物
東京都渋谷区生まれ。開成高校、東京大学経済学部経済学科卒業。伊藤元重ゼミ（応用ミクロ経済学・国際経済学）、藤原正寛ゼミ（公共経済学）。
1985年、民営化第1期生として日本電信電話に入社。下関支店に配属、関西データ通信事業部（現株式会社エヌ・ティ・ティ・データ関西）の研修を経て、1886年企業通信システム事業部に配属。製造業界を担当し、ソニー株式会社のアカウントマネージメントを担当。ソニー国内のグループデジタル統合ネットワークの構築、品川本社エリアのNTTと東芝の共同開発の分散型デジタルPBX　BX3000を核とした社員2万人を対象にしたWANシステムの販売・導入を担当。1992年本社営業企画部の料金担当として割引料金システム「テレワイズ」、VPNサービス「メンバーズネット」の料金ロジック作成・認可申請業務を担当。1994年退社。 
1995年からマサチューセッツ工科大学スローン・スクール・オブ・マネージメントに留学。ベンチャートラックに属し、MIT Entrepreneurship CenterのDr. Ken Morseの教えを受ける。サマージョブでは、サンフランシスコのハイテク・インベストメントバンク Robertson Stephen & Co. で勤務。　
1997年のMBA取得後は、Netscape Communications のInternational Web business team にて日本におけるブラウザーマーケティング、電通のサイバーアドチームをパートナーとした広告クライアントの開拓を担当。マイクロソフトのIE4.0による追い上げを受け、世界規模のリストラクチャリングを乗り越え、Netcenterによるポタール戦略とサーバービジネスに戦略をシフト、AOLと合併まで在籍。
1999年、インターネットベンチャーのデジタルガレージに取締役副社長として入社。COOとして、Infoseek検索エンジン事業をディズニーグループに事業売却したあとに、ローソンに対するコンビニンスストアーをプラットフォームにした決済システム・物流システムなどを提案・構築。大企業に対してインターネットの新規事業をコンサルテーションし、システム構築し、広告・マーケティングを提供するStrategic Internet Providerという事業分野の先駆企業として、スポンサード・インキュベーションという手法を確立し、同社は2000年12月にJASDAQ市場にてIPOを果たす。公開後は代表取締役COOとしてカカクコムへの経営参画ほかグループ全体の経営に携わる。 
1996 年から株式会社日本デジタル・コンバージェンスでVCファンドをJAFCO1期生、つばさハンズオンキャピタル株式会社初代社長（現UAハンズオンキャピタル株式会社）の白川彰朗とともにデジタルコンバージェンスファンドを設立。その後、金融商品取引法の施行を機に1997年実父である齋藤篤の設立・経営するエス・アイ・ピー株式会社にファンドの無限責任組合員の権利譲渡により、経営参画。エス・アイ・ピー株式会社では、アーリーステージのベンチャー企業に対して、販売チャネルの開拓・拡大を大手企業との提携を斡旋することによって黒字化しIPOまで成長させるハンズオン投資を実施。
投資分野としては、ハイテク・インターネット・エレクトロニクス分野を中心に、クリーンテック、アグリビジネス分野。また、日本企業の商品・サービスをアジアのエマージング・マーケットに販売するクロスボーダー・ハンズオン投資によるグローバル・ベンチャーキャピタルを手掛けている。

## 役職
- エス・アイ・ピー株式会社 代表取締役社長
- 日本ベンチャーキャピタリスト協会 理事
- インキュベーションNPO法人日本MITエンタープライズ・フォーラム 理事
- デジタルハリウッド大学大学院 教授

## 年譜
- 1980年 - 開成高校卒業
- 1985年
  - 東京大学経済学部経済学科学士取得
  - 日本電信電話株式会社入社 下関支店配属
- 1986年 - 同社企業通信システム事業部製造業システム担当配属
- 1992年 - 同社営業企画部料金担当配属
- 1994年 - 同社中国支社労働部労働企画課長、人事部人事研修課長、退社
- 1995年 - マサチューセッツ工科大学スローン・スクール・オブ・マネージメント入学
- 1997年
  - 同MBA取得
  - ネットスケープ・コミュニケーションズ入社　シニア・ウェブマネージャー
- 1999年
  - 株式会社デジタルガレージ入社。取締役副社長COO。
  - デジタル・アドバタイジング・コンソーシアム株式会社取締役就任、退任。
- 2001年
  - 株式会社デジタルガレージ代表取締役副社長就任
  - 日本MITエンタープライズ・フォーラム理事就任
- 2003年 - 株式会社カカクコム（～2004年）
- 2004年 - デジタルハリウッド大学大学院専任教授就任
  - デジタル・ネットワーク・アプライアンス株式会社（DNA）　代表取締役
- 2005年 - 「デジタル・コンバージェンスの衝撃」（日経BP企画）出版
- 2006年 - 日本デジタル・コンバージェンスにてVCファンド「デジタル・コンバージェンスファンド」設立
- 2007年 - エス・アイ・ピー株式会社代表取締役就任
- 2008年 - 日本ベンチャーキャピタル協会理事就任
- 2016年 - 石垣食品株式会社取締役
- 2017年 -  石垣食品株式会社取締役再任
- 2017年 -  石垣食品株式会社取締役辞任